# Mäntysaari (ö i Birkaland, Tammerfors, lat 61,40, long 23,50)
Mäntysaari är en ö i Finland. Den ligger i sjön Pyhäjärvi och i kommunen Birkala i den ekonomiska regionen Tammerfors och landskapet Birkaland, i den södra delen av landet, 160 km nordväst om huvudstaden Helsingfors. Öns area är 0,5 hektar och dess största längd är 90 meter i sydväst-nordöstlig riktning.